# Biały Bukowiec
Biały Bukowiec – osada kociewska w Polsce położona w województwie pomorskim, w powiecie starogardzkim, w gminie Zblewo w sołectwie Karolewo na Kociewiu.
Wierni Kościoła rzymskokatolickiego należą do parafii św. Elżbiety w Pinczynie.
W latach 1975–1998 miejscowość administracyjnie należała do województwa gdańskiego.